# T-J模型
t-J模型於1977年首次被物理學家Józef Spałek從赫巴德模型推導出來，是描述強關聯電子系統的一個統計模型。它常被用來研究參雜電洞的反铁磁性材料中的高溫超導性質。
t-J模型的哈密頓算符定義如下：
{\displaystyle {\hat {H}}=-t\sum _{ij\sigma }{\hat {c}}_{i\sigma }^{\dagger }{\hat {c}}_{j\sigma }+J\sum _{}({\vec {S}}_{i}\cdot {\vec {S}}_{j}-n_{i}n_{j}/4)}
{\displaystyle {\hat {c}}_{i\sigma }^{\dagger },{\hat {c}}_{j\sigma }} - 電子的產生和湮滅算符
{\displaystyle \sigma } - 電子自旋的z軸分量
{\displaystyle J} - 耦合強度 {\displaystyle J=4t^{2}/U}
{\displaystyle U} - 庫侖排斥作用的強度
{\displaystyle {\vec {S}}_{i},{\vec {S}}_{j}} - 在第i格點和第j格點的自旋算符